# Семьеново
Семьёново — деревня в Лихославльском районе Тверской области.

## География
Находится в центральной части Тверской области на расстоянии приблизительно 7 км на юг по прямой от районного центра города Лихославль.

## История
Деревня была отмечена как Семьюнцова с 20 дворами ещё на карте Менде, состояние местности на которой соответствует 1848 году. В 1859 году здесь (деревня Семьюново) был учтен 21 двор. До 2021 деревня входила в Вёскинское сельское поселение Лихославльского района до его упразднения.

## Население
Численность населения: 224 человека (1859 год), 6 (русские 100 %) в 2002 году, 18 в 2010.